# Avril 1856

## Événements
- Avril - mai : prophétie d’une jeune fille xhosa de seize ans, Nongqawuse, qui déclare avoir eu des visions et être chargée d’un message d’émancipation. Des troupes invincibles venus d’au-delà des mers viendraient bientôt aider les Xhosa à chasser les Britanniques. Les voix ordonnent également de ne plus cultiver la terre, de détruire les récoltes, de tuer et manger le bétail. Sa prophétie exprime les rumeurs suscitées par la guerre de Crimée en 1854, qui fait penser aux Xhosa que les Russes vont les aider à combattre les Britanniques. Les Xhosa abattent de 150 000 à 400 000 têtes de bétail. La famine consécutive provoque la mort de 20 000 à 30 000 personnes ; 30 000 autres sont réduites à la mendicité. Sur une population de 100 000 à 150 000 , il ne reste que 30 000 survivants sur les terres xhosa. Les colons blancs occupent les terres libérées et emploient les éleveurs xhosa, ruinés et résignés.

- 7 avril, France : inauguration du chemin de fer de Dole à Besançon[1].
- 8 avril : clôture du Congrès de Paris. Napoléon III se tourne vers la Grande-Bretagne libérale et vers le Piémont dont le ministre Camillo Cavour est le porte-drapeau des ambitions nationales du Risorgimento, ambitions qu’il exprime lors de la séance de clôture du congrès en posant la question italienne.
- 11 avril : le tsar de Russie se prononce pour une réforme du servage. Il entend également réformer l’administration locale, la justice, l’enseignement et l’armée.
- 15 avril : émeute de la pastèque à Panama : les États-Unis occupent brièvement la ville en septembre.
- 16 avril : déclaration internationale interdisant la Course (piraterie officielle). La France, le Royaume-Uni, la Russie, la Prusse, l'Autriche, la Sardaigne et la Turquie, réunis à Paris, signent une déclaration d'abolition de la « course en mer » (corsaires).

## Naissances
- 24 avril : à Cauchy-la-Tour (Artois), Henri-Philippe Pétain, maréchal de France et homme d'État († 23 juillet 1951).